# America the Beautiful

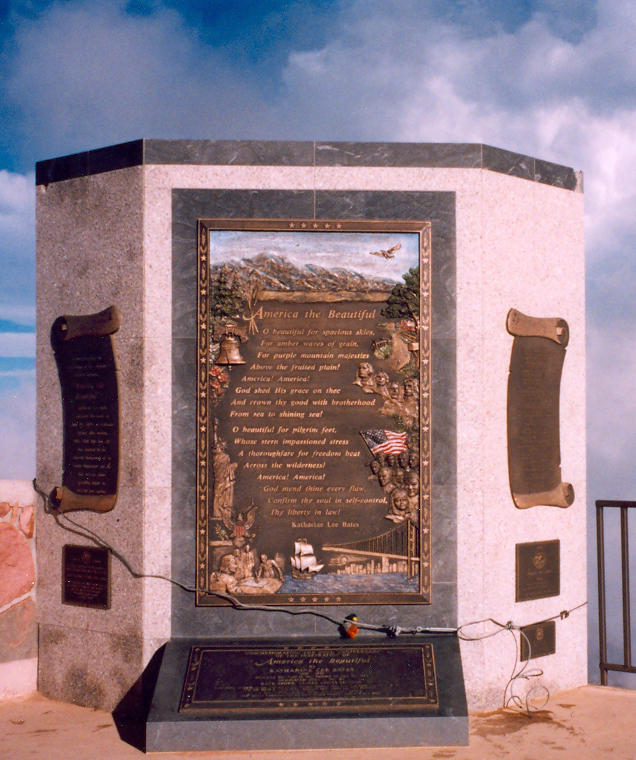
Placa conmemorativa en la cima del Pico Pikes, en la cordillera Front, estado de Colorado.

America the Beautiful (América la Bella) es una canción patriótica de los Estados Unidos de América. La letra es de Katharine Lee Bates, una profesora de inglés del Wellesley College, que la compuso en 1893. Se cantó con diferentes melodías, pero la más común es Hymn tune, compuesta en 1882 por Samuel A. Ward.
Después del Himno Nacional: "The Star-Spangled Banner" ("La Bandera de Estrellas Centelleantes"), es la canción patriótica más entonada y su popularidad creció tras los atentados del 11 de septiembre de 2001, siendo cantada en algunos eventos deportivos junto con el himno nacional. 

## Historia
La letra es de Katharine Lee Bates, una antigua profesora de inglés del Wellesley College. En 1893, Bates tomó un tren hacia Colorado Springs, para impartir un breve curso de verano en Colorado College. Durante su viaje observó varios lugares sobre los cuales escribió en su poema:
La Exposición Mundial Colombina de Chicago, la "ciudad blanca" con su promesa de futuro, contenida dentro de sus edificios alabastrinos.
Los campos de trigo de Kansas, a través de los cuales su tren pasó el 4 de julio.
La vista majestuosa de las praderas,  pie del Pico de Pikes.
En esa montaña, las palabras del poema comenzaron a llegar a ella, y las escribió más tarde, al regresar a su cuarto en el Hotel de Antlers. Inicialmente, publicado dos años más tarde en el seminario Congregationalist, para conmemorar el 4 de julio. Rápidamente recibió el aprecio del público. Las versiones enmendadas fueron publicadas en 1904 y 1913.
Varias piezas musicales existentes fueron adaptadas al poema. La melodía del Himno compuesto en 1895 por Samuel A. Ward, fue generalmente considerada la mejor música y hoy es todavía la melodía más popular. Ward se inspiró de modo semejante. La melodía le llegó mientras estaba en un viaje de barco desde la Isla del Conejo. De regreso a su casa en la ciudad de Nueva York luego de un día de verano,  puso por escrito inmediatamente la melodía. Ward murió en 1903, sin conocer el alcance nacional que su música lograría. La señora Bates tuvo más suerte, pues la popularidad de la canción estaba bien establecida a su muerte en 1929.
Varias veces, en los más de 100 años que han transcurrido desde que la canción fue creada, su popularidad ha aumentado, en particular durante el mandato de John F. Kennedy, donde se llegó a intentar darle a la canción un estatus legal, como Himno Nacional en lugar de The Star Spangled Banner, pero hasta ahora la tentativa no ha tenido éxito. Los que han realizado semejante propuesta, prefieren "América The Beautiful" por varias razones, la principal es la alegación de que es más fácil de cantar, más melódica, y más adaptable para las nuevas orquestas.
Además, la popularidad de la canción aumentó en gran medida después del 11 de septiembre de 2001. En algunos eventos deportivos es cantada, además del tradicional himno nacional. 
Es a menudo incluida en cancioneros religiosos de los Estados Unidos.
También se ha convertido en una tradición que la canción sea entonada al principio del acontecimiento de la WWE WrestleMania.

## Letra en inglés.

### America the beatiful.
O, beautiful, for spacious skies,
For amber waves of grain,
For purple mountain majesties
Above the fruited plain!
America! America!
God shed His grace on thee,
And crown thy good with brotherhood,
from sea to shining sea.
O, beautiful, for pilgrim feet
Whose stern, impassioned stress
A thoroughfare for freedom beat
Across the wilderness!
America! America!
God mend thine ev'ry flaw;
Confirm thy soul in self control,
thy liberty in law!
O, beautiful, for heroes proved
In liberating strife,
Who more than self their country loved
And mercy more than life!
America! America!
May God thy gold refine,
Til all success be nobleness,
and ev'ry gain divine!
O, beautiful, for patriot dream
That sees beyond the years,
Thine alabaster cities gleam
Undimmed by human tears!
America! America!
God shed His grace on thee,
And crown thy good with brotherhood,
from sea to shining sea!

## Traducción aproximada

### América la bella.
¡Oh, hermosa por cielos espaciosos
Por olas doradas de granos
Por majestuosas montañas color púrpura
Sobre la llanura llena de frutos!
!América! ¡América!
Que Dios derrame su gracia sobre ti
Y corone tu bondad con hermandad
De océano a océano radiante.
¡Oh hermosa por los pies de los peregrinos
Cuyos austeros y apasionados pasos
Un camino abrieron para la libertad
a través del desierto!
¡América! ¡América!
Que Dios repare todos tus defectos
Que confirme tu espíritu de auto control
Y tu libertad en la ley.
¡Oh hermosa por los héroes que demostraron
En la lucha liberadora
Que más que a ellos mismos, a su patria amaron
Y a la compasión más que a la vida!
¡América! ¡América!
Que Dios refine tu oro
Hasta que todos tus triunfos sean nobles
Y todo logro divino.
¡Oh hermosa por el sueño patriota
Que ve más allá de los años,
Tus ciudades de alabastro brillan
Sin empañarse con lágrimas humanas!
¡América! ¡América!
Que Dios derrame su gracia sobre ti
Y corone tu bondad con hermandad
De océano a océano radiante.

## Libros
- El libro de 2001 de Lynn Sherr, America the Beautiful, habla sobre los orígenes de la canción y los contextos de sus autores a fondo. ISBN 1-58648-085-5.
- Barbara Younger ha publicado un libro de niños sobre la escritura de la canción: Purple Mountain Majesties: The Story of Katharine Lee Bates and "America the Beautiful". El libro tiene ilustraciones por Stacey Schuett.